# Servitenkloster Hasselfelde
Das Servitenkloster Hasselfelde, auch Kloster Paradies (de paradiso) war eine Niederlassung des Bettelordens der Serviten (Ordo Servorum Mariae: OSM, volkstümlich auch Marienknechte genannt) in Hasselfelde, heute ein Ortsteil der Stadt Oberharz am Brocken im Landkreis Harz (Sachsen-Anhalt). Das Kloster wurde 1277 gegründet und bis etwa 1298 wieder aufgegeben. Die Mönche siedelten wohl zum größeren Teil nach dem neu gegründeten Kloster Himmelgarten über.

## Lage
Nach Horst Gaevert lag das Kloster der Serviten im südlichen Teil der Altstadt von Hasselfelde. Das Grundstück grenzte im Süden an die Stadtmauer, im Norden und im Westen an die Salzmarktstraße, es lag etwa an der Stelle Salzmarktstraße 36/37. Allerdings hat sich der Verlauf der Salzmarktstraße in diesem Bereich etwas verändert. Dieser Teil der Salzmarktstraße hieß auf dem Stadtplan von 1794 noch Mönchengasse. Die heutige Mönchengasse ist die Fortsetzung der Salzmarktstraße nach Osten.

## Geschichte
Der Ordo Servorum Mariae (Orden der Serviten, oder volkstümlich Marienknechte) wurde 1233 von sieben Kaufleuten, die sich zu einem mönchischen Leben zurückgezogen hatten, in Florenz (Toskana) gegründet. 1241 entstand das erste Kloster des neuen Ordens. Für die Toskana erhielten sie 1249 die Anerkennung durch den päpstlichen Legaten. Die Aufnahme von Novizen wurde der neuen Gemeinschaft erlaubt. Als besondere Zuwendung erhielten sie die Erlaubnis, exkommunizierte Anhänger vom Bann loszusprechen, falls diese in die Gemeinschaft der Servi S. Mariae eintreten würden. Eine weitere päpstliche Bestätigung erfolgte 1256 durch Papst Alexander IV.
Die erste Niederlassung der Serviten in Deutschland erfolgte 1272 in Köln. Auf dem Konzil von Lyon 1274 wurde beschlossen, dass alle nach 1215 nicht endgültig bestätigten Orden aufgehoben seien (um die Flut neuer Ordensgründungen einzudämmen), und neue Mitglieder durften nicht mehr aufgenommen werden. In einem von drei päpstlichen Rechtsgelehrten verfassten Gutachten wurde 1277 aber festgestellt, dass der Servitenorden von diesem Verbot nicht betroffen sei. In dieser unsicheren Zeit zwischen Konzil und päpstlichem Gutachten zogen einige Serviten auch durch Deutschland. Sehr wahrscheinlich kamen sie auch in Kontakt mit dem damals vom Halberstädter Bischof Volrad gebannten Grafen Heinrich von Regenstein.

### Gründung des Klosters
Graf Heinrich von Regenstein schenkte den Serviten deutlich vor April 1277, vielleicht schon 1276, den Klosterstandort in der Altstadt von Hasselfelde. Vermutlich steht die Schenkung im Zusammenhang mit dem Kirchenbann, den der Halberstädter Bischof über ihn verhängt hatte, und vermutlich erhoffte sich der Graf, dass er durch diese Schenkung vom Bann wieder losgesprochen würde.
Im selben Jahr (1277) schenkte Graf Heinrich dem neuen Servitenkonvent in Hasselfelde auch 2½ Hufen in Klein-Wulferstedt (wüst gefallen südwestlich von Wulferstedt), die früher die Brüder vom Tal Josaphat (Kloster S. Maria im Tal Josaphat) innehatten und ihm wieder resigniert hatten.
In einer Bulle vom 5. April 1277 bestätigte Papst Johannes XXI. die terras et possessiones sitas in antiquo Hasselvelde und folgte damit dem Gutachten der drei päpstlichen Rechtsgelehrten. Der Hof in Klein-Wulferstedt ist in dieser Urkunde noch nicht genannt, die Schenkung erfolgte wohl später. In der Papsturkunde ist die Niederlassung in Hasselfelde domus seruorum s. Marie de Paradiso genannt. Das Kloster Hasselfelde war somit das erste Kloster der Serviten in Deutschland mit päpstlicher Anerkennung, das aber nur für etwa 20 Jahre Bestand hatte. Auf seiner dritten Deutschlandreise besuchte der Generalprior der Serviten Philipp Benizi 1278 auch das Hasselfelder Kloster, um seine dortigen Brüder zu stärken.
Das Kloster verfügte vermutlich über 7½ Hufen und fünf Wiesen an Grundbesitz. Möglicherweise gehörte noch ein Teich dazu, der später so genannte und heute verfüllte Stobenteich. Hinweise auf diese früheren Besitzungen der Serviten sind Flurbezeichnungen bei Hasselfelde wie Klosterweg, Heilige Äcker und Am Paradies.
Erstaunlicherweise ist dieses erste Kloster der Serviten in Deutschland in der zusammenfassenden Arbeit von Karl Suso Frank nicht genannt, sondern nach Jahreszahl der Gründung unter Kloster Himmelgarten subsumiert worden.

### Aufbau des Klosters Himmelgarten
Am 4. Juni 1295 hatte Propst Elger vom Stift zum Heiligen Kreuz in Nordhausen aus frommem Sinn und weil der Servitenorden zu dieser Zeit nur wenige Klöster in dieser Provinz hatte, mit Zustimmung seines Kapitels dem Servitenkloster vom Paradies (de Paradiso) in Hasselfelde die wüste Kapelle und den wüsten Ort Rossungen östlich von Nordhausen überlassen, um dort ein neues Kloster anzulegen. Die Serviten erhielten auch alle Rechte über Rossungen mit Ausnahme der Rechte an Äckern und Einkünften des Pfarrers von Bielen. Bielen war die Mutterkirche von Rossungen. Am 4. Oktober 1295 bestätigten Prior Th.(eoderich) und Konvent vom Kloster Hasselfelde (prior et Conuentus seruorum sancte Marie ordinis sancti Augustini de paradiso) die Schenkung. Mit dem Beginn des Klosterbaus ist deshalb wohl nicht vor 1296 zu rechnen.
Schon am 14. Februar 1295 (Actum die S. Valentini Martir) hatte Bertha von Trebra mit Zustimmung ihres Sohnes Henning und ihrer Töchter Gerdrudis und Berchte die Hälfte ihres Hofes in Bielen an das Kloster vom Paradies (= Hasselfelde) geschenkt.
In einer nicht genau zu datierenden Urkunde aus den 1290er Jahren (Datumsangabe beschädigt) bewilligte Erzbischof Gerhard von Mainz allen Gläubigen, die den Brüdern vom Paradies (de paradiso) Almosen geben oder eine Schenkung machen einen Ablass von 40 Tagen. Die Bewilligung dieses Ablasses steht sicher in Zusammenhang mit der Gründung und dem Bau des neuen Klosters Himmelgarten; die Urkunde kann damit auf 1296 datiert werden. Ab 1297 wurde das neue Kloster bereits Himmelgarten oder mit dem alten Namen Rossungen genannt. Der Konvent hielt sich ab 1297 in dem neuen Kloster auf.
Am 24. März 1298 bewilligten der Erzbischof Burchard II. von Magdeburg sowie die Bischöfe Hermann von Halberstadt, Albrecht III. von Meissen, Bruno von Naumburg, Heinrich von Merseburg, Volrad von Brandenburg und Johann von Havelberg einen weiteren vierzigtägigen Ablass für alle Gläubigen, die an bestimmten Festtagen das neue Kloster (novella plantatio monasterii servorum sancte Marie ordinis S. Augustini in loco, qui dicitur Rossungen) besuchen, dort an bestimmten Tagen die Predigt hören, dem Kloster eine Zuwendung machen oder sich im Kloster begraben lassen. Dies setzt voraus, dass zumindest ein Teil der Kirche bereits fertig gestellt und geweiht war, ebenso der Friedhof um die Kirche.

### Aufgabe des Klosters in Hasselfelde
In den Jahren 1297/1298 wurde das Kloster in Hasselfelde aufgegeben, und der Konvent siedelte wohl großenteils in das neu gegründete Kloster Himmelgarten über. Der letzte Hasselfelder Prior Theoderich/Dietrich war auch der erste Prior im neuen Kloster Himmelgarten. Die Gründe für die Aufgabe des Klosters in Hasselfelde sind nicht bekannt. Das Kloster hätte ja trotz der Neugründung in Himmelgarten weiter geführt werden können. Die Serviten resignierten die Schenkungen, und 1305 verkauften Graf Heinrich von Blankenburg und sein gleichnamiger Sohn die Gebäude des aufgegebenen Klosters in der Stadt Hasselfelde und alle ihm zustehenden Rechte an dem Allodium für 52½ Mark Silber an das Kloster Ilfeld.
Um/nach 1297 erfolgte aber auch die Gründung des Servitenklosters Halberstadt. Aufgrund der engen Abfolge der zwei Klosterneugründungen der Serviten nahmen einige Autoren an (z. B. Bode, Gevaert), dass ein Teil der Hasselfelder Mönche auch nach Halberstadt gezogen sein könnte, und das dortige Servitenkloster gründeten. Das Servitenkloster Halle entstand ebenfalls in diesem Zeitraum (1296/1303).

### Prior
Aus den Urkunden konnte bisher nur ein Prior namens Theoderich/Dietrich namhaft gemacht werden. Er war auch derjenige, der den Umzug des Konvents nach Himmelgarten veranlasste und dort auch erster Prior wurde.

## Anmerkung
1. ↑  Rackwitz löste das Datum fälschlich mit 4. November 1295 auf; vgl. dagegen Förstemann

Koordinaten: 51° 41′ 21,9″ N, 10° 51′ 20,9″ O